# Fissidens linearilimbatus
Fissidens linearilimbatus är en bladmossart som beskrevs av C. Müller 1890. Fissidens linearilimbatus ingår i släktet fickmossor, och familjen Fissidentaceae. Inga underarter finns listade i Catalogue of Life.